# Magnolia
Magnolia L. è un genere di piante della famiglia delle Magnoliacee, originarie del Nord e Sud America e dell'Asia sud-orientale, dall'India alla Nuova Guinea.
Il nome del genere è un omaggio a Pierre Magnol (1638-1715), medico e botanico francese, direttore dell'orto botanico di Montpellier.

## Descrizione
Comprende specie arboree e arbustive, a lento accrescimento, ma che in alcune specie come Magnolia campbellii e Magnolia officinalis possono superare i 20 m di altezza, caratterizzate da interessanti fioriture.
Hanno foglie alterne, ovali o ellittiche, generalmente grandi e coriacee, perenni sempreverdi o decidue, hanno una caratteristica ornamentale particolare: nella pagina superiore è verde, mentre nella pagina inferiore è marrone. Fiori solitari e molto grandi, generalmente a forma di coppa, con perianzio formato da 6-9 tepali (petali e sepali indifferenziati) di vari colori a seconda delle specie, gli stami numerosi sono lamellari, i carpelli sono disposti a cono sul ricettacolo. I frutti ovoidali in infruttescenze conoidali, contengono dei semi lucidi rossastri o arancio.

## Tassonomia
Il genere comprende oltre 300 specie.
Molte di esse erano in passato assegnate ai generi Alcimandra, Aromadendron, Dugandiodendron, Kmeria, Manglietiastrum, Michelia, Parakmeria, Paramichelia, Talauma e Tsoongiodendron, attualmente considerati sinonimi di Magnolia.

### Specie coltivate
Le specie più conosciute in Italia come piante ornamentali sono:
- Magnolia precia originaria dell'Asia orientale, dai fiori bianchi e profumati a fogliame caduco.
- Magnolia glauca originaria dell'America con fiori a forma di tulipano di colore bianco-crema, profumati, dalla fioritura estiva.
- Magnolia grandiflora dai fiori bianchi e profumati a fogliame coriaceo persistente sempreverde, originaria del sud-est degli Stati Uniti.
- Magnolia liliiflora arbusto con foglie decidue, alto fino a 3 m, con fiori profumati, aperti di colore bianco-rosato internamente, rosso-porpora all'esterno.
- Magnolia stellata originaria dell'Asia orientale, arbusto dallo sviluppo limitato alto fino a 5 m, foglie decidue, fiori bianchi e profumati con petali aperti e sottili di aspetto leggero. La Magnolia stellata esiste anche nella varietà a fiore rosa: Magnolia stellata var. Leonard Messel, ha lo stesso sviluppo della varietà a fiore bianco in più è profumatissima. Le Magnolie stellate sono adatte ad essere utilizzate nelle siepi anche miste e a portamento spontaneo, anche se ne esistono degli esemplari alti anche 5 metri di regola non arrivano a 300 cm.
- Magnolia soulangeana, pianta a foglia caduca, di altezza imponente: in base alle varietà arriva fino ai 6 metri e più. La fioritura è abbondante e limitata alla primavera. Sono note le seguenti varietà:
  - M. solangeana var. alba superba definita da molti coltivatori anche M. soulangeana julan: ha fiori bianco puro e di grandi dimensioni, foglie verde chiaro che raggiungono le dimensioni di 14 cm e larghe 10 cm.
  - M. solangeana var. soulangeana: stesse caratteristiche della precedente, si diversifica solo per il colore del fiore: bianco rosato.
  - M. solangeana var. satisfaction: nuova varietà introdotta dagli olandesi, fiori poco più piccoli, petalo interno di colore rosa chiaro e petalo esterno di colore rosa carico.
  - M. solangeana denutada var. yellow river: nuova varietà introdotta dagli olandesi, fiori generalmente poco più piccoli rispetto alle classiche soulangeane; la sua caratteristica consiste nel colore: giallo.
  - M. solangeana var.red lucky: stupendo calice sfondo rosa chiaro con striature di rosa carico che partono dalla base del fiore e sfumano nel salire.
- Magnolia kobus, è originario della Cina, della Corea e del Giappone, dove è comunemente coltivato come pianta ornamentale per i suoi fiori bianchi profumati. Sono note le seguenti varietà:
  - "var. borealis", originaria del nord del Giappone e della Siberia orientale, che si distingue per la sua resistenza alle basse temperature.
  - "var. stellata" è originaria del Giappone ed è nota per i suoi fiori a forma di stella di colore bianco-rosa.
  - "var. loebneri" è una forma ibrida della Magnolia kobus e della Magnolia stellata, con fiori più grandi e una forma più compatta.
  - "var. Janaki Ammal" è una forma ibrida di Magnolia kobus che prende il nome dalla famosa botanica indiana Janaki Ammal.

## Coltivazione
Prediligono posizione a mezzo-sole, clima estivo umido e piovoso, terreno acido permeabile e fresco.
Le zone alluvionali delle regioni prealpine italiane, costituiscono l'habitat ideale per lo sviluppo di queste piante.
La moltiplicazione avviene per talea, margotta, propaggine, innesto o con la semina.